# Anna Sten
Anel Stenskaya Sudakevich, dite Anna Sten, est une actrice soviétique et américaine d'origine ukrainienne, née le 3 décembre 1908 à Kiev en Ukraine, alors dans l'Empire russe, morte le 12 novembre 1993 à New York (États-Unis).

## Biographie
Anna Sten nait à Kiev d'un père ukrainien et d'une mère suédoise sous le nom Anna Petrivna Fesak. Son père, maître de ballet, meurt, criblé de dettes, quand elle a 12 ans.
Tout en jouant dans un groupe de théâtre amateur de Kiev, elle travaille comme serveuse, jusqu'à ce que Constantin Stanislavski la découvre à l'âge de 15 ans et organise pour elle une audition à l'Académie de Moscou.
Anna commence sa carrière en Russie, au théâtre avec Stanislavski (jouant Ibsen, Pirandello, Maeterlinck, Wedekind), et au cinéma avec Fédor Ozep et Boris Barnet. En vedette dès son premier film, le classique de la comédie La Jeune Fille au carton à chapeau, ce rôle lui amène le succès. Elle mène ensuite une carrière européenne, travaillant avec des Russes, des Allemands, des Français... En 1930, elle épouse le producteur Eugene Frenke (en), lui aussi ukrainien, avec qui elle va tourner en Europe (il produit pour sa femme Les Frères Karamazov entre autres), puis aux États-Unis.
En 1933, le producteur Samuel Goldwyn, à la recherche d'une nouvelle star européenne, la prend sous contrat pour succéder à la star du muet Vilma Banky (d'origine hongroise) qu'il avait amenée à la Metro-Goldwyn-Mayer, et pour concurrencer les deux principales actrices européennes exilées à Hollywood à cette époque, Marlène Dietrich et Greta Garbo, sous contrat avec les studios Paramount et MGM.
Le premier film américain d'Anna Sten, Nana, sorti en 1934 (avec Lucille Ball en chorus girl, dans lequel Anna Sten chante That's Love de Richard Rodgers et Lorenz Hart), ne rencontre pas le succès malgré ses qualités. Elle tourne ensuite Résurrection, une adaptation de Tolstoï dirigée par Rouben Mamoulian, avec Fredric March, et pour King Vidor, Soir de noces aux côtés de Gary Cooper, un drame sentimental écrit spécialement pour elle par Edwin H. Knopf, mais ne suscite toujours pas l'intérêt du public américain. Malgré d'autres tentatives, sa carrière décline alors : tous ses films suivants sombrent dans l'oubli. Dès 1940, elle est reléguée dans des seconds rôles (éclipsée par Joan Bennett, Hedy Lamarr ou Susan Hayward) ou partage la vedette de séries B ou C également inaperçues.
La domination de Goldwyn sur Anna Sten est mentionnée dans la célèbre chanson de Cole Porter Anything Goes (1934) extraite du musical du même nom : « If Sam Goldwyn can with great conviction / Instruct Anna Sten in diction / Then Anna shows / Anything goes ». Elle fut surnommée à l'époque « Goldwyn's Folly » ou « The Edsel of the Movie Industry » selon le site flickr.
Après 1943, elle se retire pratiquement, n'apparaissant plus que dans quatre films (notamment des productions de son mari Frenke), le dernier en 1962. Elle paraît également à quatre reprises à la télévision, dans The Red Skelton Show (1956), The Walter Winchell File (1957, épisode dirigé par Jacques Tourneur), Aventures dans les îles (1959) et Arrest and Trial (1964 avec Ben Gazzara).
Anna Sten est morte à Manhattan d'une crise cardiaque, en 1993.

## Filmographie

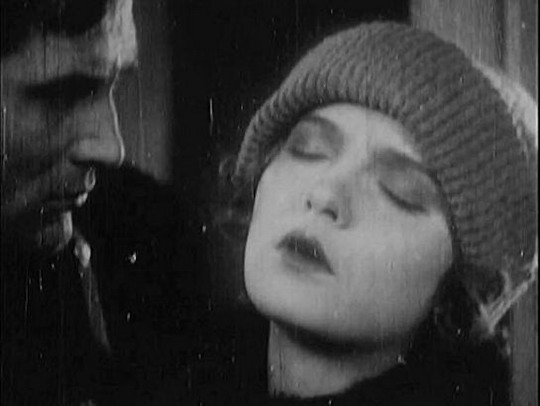
Anna Sten dans L'Enfant d'un autre (1928).

- 1926 : Miss Mend de Fédor Ozep non créditée
- 1927 : La Jeune Fille au carton à chapeau (Devushka s korobkoy) de Boris Barnet
- 1928 : Terre prisonnière ou Le Passeport jaune (Zemlia v plenou) de Fédor Ozep : Maria
- 1928 : L'Aigle blanc  (Bely oriol) de Yakov Protazanov d'après Leonid Andreïev
- 1928 : L'Enfant d'un autre (Moy syn) de Yevgeni Chervyakov
- 1929 : Le Bouc d'or (Zolotoy klyuv) de Ievgueni Tcherviakov
- 1930 : Lohnbuchhalter Kremke (le comptable Kremke) de Marie Harder (de)
- 1931 : Les Frères Karamazoff de Fédor Ozep : Grouschenka
- 1931 : Der Mörder Dimitri Karamasoff d'Erich Engels et Fédor Ozep avec Fritz Kortner : Gruschenka
- 1931 : Salto Mortale d'Ewald André Dupont avec Anton Walbrook : Marina
- 1931 : Bomben auf Monte Carlo de Hanns Schwarz avec Hans Albers, version en allemand de Le Capitaine Craddock : La reine Yola
- 1932 : Stürme der Leidenschaft de Robert Siodmak avec Emil Jannings, version en allemand de Tumultes : Annya
- 1934 : Nana de Dorothy Arzner et George Fitzmaurice : Nana
- 1934 : Résurrection (We Live Again) de Rouben Mamoulian : Katusha Maslova
- 1935 : Soir de noces (The Wedding Night) de King Vidor avec Gary Cooper : Manya Novak
- 1936 : Maroussia (A Woman Alone) d'Eugene Frenke avec Henry Wilcoxon, sur une histoire d'Ozep : Maria Krasnova
- 1939 : Exile Express d'Otis Garrett : Nadine Nikolas
- 1940 : The Man I Married d'Irving Pichel : Frieda
- 1941 : So Ends Our Night de John Cromwell avec Fredric March et Margaret Sullavan : Lilo
- 1943 : Chetniks de Louis King : Lubitca Mihailovitch
- 1943 : They Came to Blow Up America (en) d'Edward Ludwig avec George Sanders : Frau Reiter
- 1943 : Three Russian Girls de Henry S. Kesler et Fédor Ozep : Natasha
- 1948 : Vivons un peu (Let's Live a Little) de Richard Wallace avec Hedy Lamarr et Robert Cummings : Michelle Bennett
- 1955 : Le Rendez-vous de Hong Kong (Soldier of fortune) d'Edward Dmytryk : Madame Duprée
- 1956 : Runaway Daughters d'Edward L. Cahn : Ruth Barton
- 1962 : The Nun and the Sergeant (en) de Franklin Adreon avec Robert Webber